# S. C. Johnson & Son
SC Johnson & Son, Inc. (зазвичай називається S. C. Johnson) — американський багатонаціональний приватний виробник побутових прибиральних засобів та інших споживчих хімікатів, що базується в місті Расін, штат Вісконсин.  У 2017 році С. К. Джонсон працевлаштовував приблизно 13 000 людей і оцінював продажі в 10  млрд. доларів .
Компанія належить родині Джонсон. Х. Фіск Джонсон, голова та генеральний директор з 2004 року, є п'ятим поколінням сім'ї Джонсон, що очолює компанію.

## Історія
Компанія є одним з найстаріших сімейних підприємств у США  починаючи з 1886 року, коли Семюель Кертіс Джонсон придбав підрозділ паркетної підлоги у Racine Hardware Manufacturing Company і назвав новий бізнес SC Johnson. Основним продуктом компанії на той час була паркетна підлога, згодом додавши інші засоби для догляду за підлогою, такі як Johnson's Prepared Wax, Johnson's Dance Wax та Johnson's Wood Dye. 
За часів Герберта Фіска Джонсона-старшого, компанія розширилася по всьому світу, створивши свою першу філію у Великій Британії в 1914 році.  Надавши своїм працівникам виплату за успішний рік, Герберт дав їм у 1917 році 35 000 доларів   У 1932 році SC Johnson представив Glo-Coat від Johnson.  Успіх Glo-Coat зміцнив компанію під час Великої депресії.  Лінійка продуктів, що підтримують віск, SC Johnson вимагала експедиції Герберта Фіска Джонсона-молодшого у Форталезі, Бразилія, у 1935 р., щоб знайти пряме стійке джерело воску. 
З квітня 1935 р. До травня 1950 р. Компанія була спонсором радіопередачі «Fibber McGee and Molly », офіційно відомої як програма «Джонсон Віск» .  Протягом 1950-х років компанія виступала спонсором ігрового шоу The Name's the same .  Компанія продовжила співфінансування Подарунки Роберта Монтгомері  на NBC та The Red Skelton Show на CBS . 
У квітні 1939 року відкрито адміністративний будинок СК Джонсона , розроблений Френком Ллойдом Райтом.  Його доповненням є Дослідницька вежа, відкрита в 1950 р.  Штаб-квартира SC Johnson була визнана національною історичною пам'яткою в 1974 році. 
Запуск Raid House & Garden Bug Killer у 1955 році ознаменував перший великий відхід компанії від продуктів на основі воску.  Протягом наступних кількох років Сем Джонсон, лідер четвертого покоління, представив деякі найвідоміші компанії: Glade, OFF!, та Pledge . 
У квітні 2018 року компанія оновила свій слоган із "Сімейної компанії", яка розпочалася в 1998 році, до "Сімейної компанії, яка працює на покращення світу". За словами компанії, оновлений слоган "Нагадування про те, що SC Johnson дотримується найвищих стандартів". 

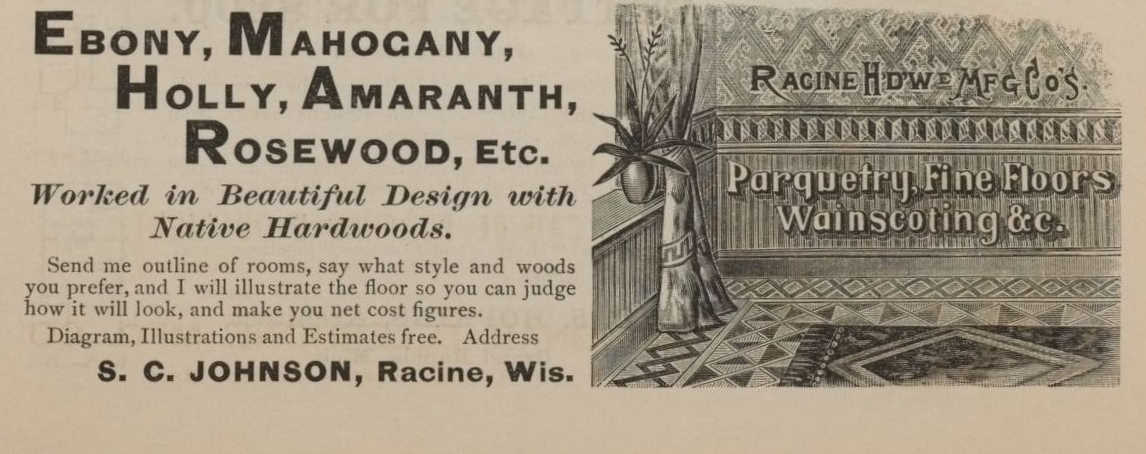
Реклама виробництва расинового обладнання, "Ілюстрований щомісячний журнал століття", листопад 1889 р

### Етапи придбання
- У 1992 році компанія придбала Drackett, виробника Windex, Drano та інших спеціальних засобів для чищення. [21]
- У 1998 році С. К. Джонсон розширив свій список споживчих брендів, придбавши підрозділ DowBrands Dow Chemical, до складу якого входили Ziploc, Saran, Fantastik та Scrubbing Bubbles . [22]
- У 1999 році підрозділ комерційних засобів для чищення та систем відокремився від компанії Johnson Wax і став самостійною компанією під назвою Johnson Wax Professional, пізніше відомою як Diversey, Inc. [23]
- У 2003 році компанія придбала чотири торгові марки побутової хімії Bayer Baygon, Bay Fresh, Bayclin та Autan.
- У 2008 році компанія придбала Caldrea, Co., виробника побутових чистячих засобів, включаючи Caldrea та Mrs. Бренди Meyers Clean Day. [24]
- У 2011 році компанія придбала бренд догляду за взуттям Kiwi у корпорації Sara Lee, таким чином також розширивши свій бізнес по догляду за взуттям після угоди. [25]
- SC Johnson придбав Deb Group у 2015 році. Через рік компанія анонсувала нову лінійку продуктів SC Johnson Professional на конференції ISSA / INTERCLEAN у Чикаго. [26]
- У липні 2016 року компанія підписала угоду про придбання Babyganics, компанії з виробництва дитячих товарів, яка займається доглядом за шкірою, доглядом за порожниною рота, сонцем, відлякує комах, підгузниками та засобами для протирання. [27]
- У 2017 році компанія підписала угоду про придбання марок засобів для прибирання під назвами Method та Ecover. [28]

### Інгредієнти
Компанія запустила вебсайт із переліком інгредієнтів для їх продуктів, проданих у Північній Америці в 2009 році.  Інгредієнти ароматів були додані до списку в 2012 році.  Компанія додала інгредієнти своїх європейських продуктів до списку у травні 2016 року.  У травні 2017 року SC Johnson оприлюднив перелік 368 потенційних шкірних алергенів у своїх продуктах. 

## Торгові марки
Серед брендів, що належать S. C. Johnson & Son:

### Догляд за автомобілем
- Grand Prix (на деяких ринках, відомий як Kit, Tempo (Мексика) та Carnu)

### Побутові засоби для чищення та позбавлення від неприємного запаху
- Babyganics
- Bayclin (Індонезія та Латинська Америка)
- Bayfresh (Південно-Східна Азія)
- Beanpod Soy
- Bon Ami (на ринку Канади)
- Caldrea
- Citresin (Чехія)
- Drano (на ринках Японії, відомий як Pipe Unish)
- Ecover[en] [33]
- Fantastik[en]
- Фавор
- Glade[en] (на деяких ринках, відома як Глейд і Бриз)
- та інші.